# 卡尔·克里斯提安·哈尔

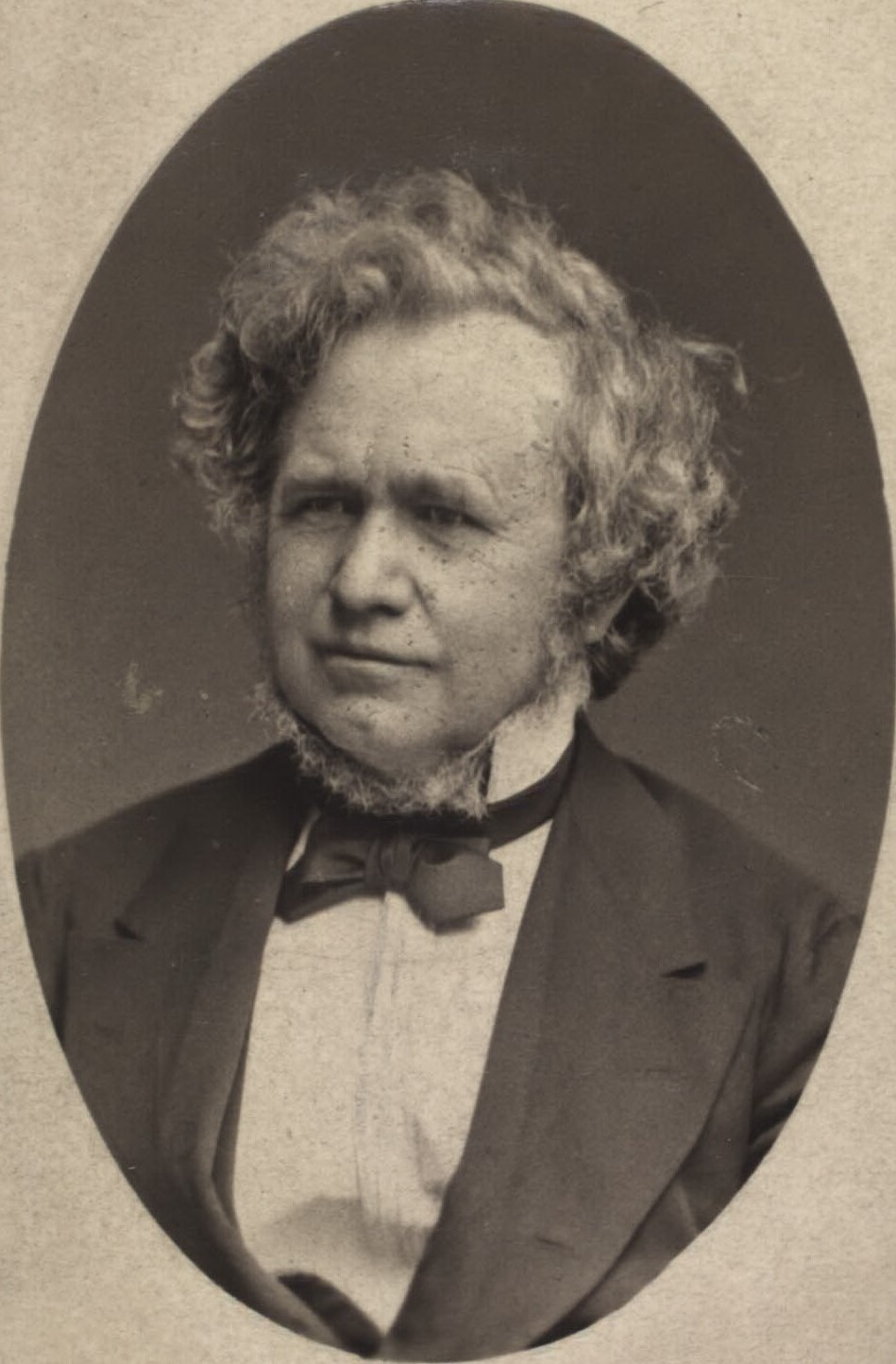
卡尔·克里斯蒂安·霍尔

卡尔·克里斯蒂安·霍尔（丹麥語：Carl Christian Hall，1812年2月25日—1888年8月14日），是丹麦国家自由党政治家、外交家和法学家。霍尔曾在1857年至1859年以及1860年至1863年两度出任首相，他在第二次任期内主持制定了《十一月宪法》，此举最终导致了普丹战争的爆发。